# Reiner Schwur
Der Reiner Schwur (benannt nach dem Beschlussort, dem Stift Rein bei Graz) bezeichnet einen historischen Eid. Am 19. September 1276 gelobten steirische und Kärntner Adelige dem römisch-deutschen König Rudolf I. die Treue und erkannten ihn als Landesherrn an. Bald darauf endete die Herrschaft des böhmischen Königs Přemysl Ottokar II. über Österreich.
Folgende Grafen, Freie und Ministeriale aus Steiermark, Kärnten und Krain waren hier versammelt:
- Graf Ulrich von Heunburg
- Graf Heinrich von Pfannberg
- Friedrich von Pettau
- Wulfing von Stubenberg
- Herrand von Wildon
- Hartnid von Stadeck
- Otto von Liechtenstein, Sohn Ulrichs von Liechtenstein
- Gottfried von Neidtperg (Neuberg nahe Hartberg)
- Hartnid und Ulrich, Schenken von Ramenstein (Rabenstein)
- Offo von Teuffenbach
- Cholo von Saldenhofen
- Gottfried von Trixen
- Cholo von Marburg
- Hartnid von Leibnitz
- Wilhelm und Heinrich von Schärfenberg

Die Urkunde des Reiner Schwurs mit fünf Siegeln ist erhalten geblieben und befindet sich im Österreichischen Staatsarchiv in Wien.
Der Reiner Schwur wirkte nicht auf Dauer: Einige Unterzeichner des Schwures unterstützten 1291/92 den Landsberger Bund, einen Aufstand gegen den Nachfolger König Rudolfs, Herzog Albrecht I.